# Obduktionsassistent
Obduktionsassistent (alte Bezeichnung: Prosekturgehilfe) ist eine  Berufsbezeichnung in Österreich. Der Obduktionsassistent versorgt Leichname im Spital und rechtsmedizinischen Raum. Er übernimmt für die Verstorbenen administrative Aufgaben, assistiert der Pathologie bzw. forensischen Pathologie bei der Leichenöffnung nach ärztlicher Anweisung und Aufsicht, führt bestattungsnahe Tätigkeiten durch und unterstützt Angehörige bei der Bewältigung des Todesfalles und bei Behördenwegen.
Das Berufsbild und Tätigkeiten sind nach §7 des Österreichischen Medizinische Assistenzberuf Gesetz MABG 2012 geregelt.

## Ausbildung
Die Ausbildung zum Obduktionsassistenten wird in Österreich durch Kurse durch Krankenanstaltsverbunde, in Krankenanstalten oder Schulen für allgemeine Gesundheits- und Krankenpflege gewährleistet. Sie dauert mindestens 135 Stunden (rund 6 Monate) und wird teilweise berufsbegleitend angeboten, das Praktikum ist ein großer Teil. Die Ausbildung kostet rund 1400 EUR und kann ab dem 17. Lebensjahr begonnen werden.
Zu den Ausbildungsinhalten gehören die 
- Techniken der Leichenöffnung
- kleine Laborkunde
- Instrumenten- und Gerätelehre
- Grundzüge der Hygiene und Infektionslehre, Desinfektion und Sterilisation
- Grundzüge des Sanitäts-, Arbeits- und Sozialversicherungsrechtes
- Ergonomisches Arbeiten
- Kommunikation
- Grundzüge und Unterschiede kultureller Bestattungsarten und Seelsorge

## Anforderungen und Belastungen
In diesem Beruf ist man einer gewissen Geruchs- und Schmutzbelastung und den Gefahren, die sich durch den Umgang mit Chemikalien und körperlichen Flüssigkeiten ergeben (da vor allem Infektionen), ausgesetzt, insbesondere weil es stets das Risiko einer Selbstverletzung mit kontaminierten Instrumenten gibt.
Der generelle Umgang und die Kommunikation mit Angehörigen bei der Bewältigung des Todesfalls verlangt immer erhöhte Aufmerksamkeit und Empathie.
Die administrativen und Dokumentationstätigkeiten, insbesondere in einem Spital und seinen elektronischen Patientensystemen, bedingen ebenso Genauigkeit, Verantwortungsbewusstsein und teamfähige Konsens. Das gilt auch im Umgang mit allen verbundenen Behörden wie dem Standesamt, Staatsanwaltschaft, Gesundheitsdiensten, Universitäten und den Bestattungsfirmen.